# Будинок-музей Василя Єрошенка
Дім-музей Василя Єрошенка — знаходиться в селі Обухівка, що  під Старим Осколом на Бєлгородщині.

## Загальний опис
Будинок-музей Василя Яковича Єрошенка — це літературний центр вивчення і пропаганди творчості письменника в Росії.
Музей був створений в 1990 р., до сторіччя з дня народження В. Єрошенка, на фундаменті його рідного дому. У музеї, що є, за словами музейних працівників, копією будинку, в якому народився Єрошенко[джерело?], зібрані документальні свідоцтва: фотографії, копії документів, особисті речі письменника. Однак рукописів самого Єрошенка в музеї майже немає. Великий архів письменника (кілька тонн книг і рукописів)  відразу ж після його смерті був спалений на території товариства сліпих в Старому Осколі.

## Цікаво
В Обухівку можна дістатися трамваєм. Це, напевно, найдовша трамвайна лінія на півдні Росії.